# Liste von Mitgliedern der Karlsruher Burschenschaft Teutonia

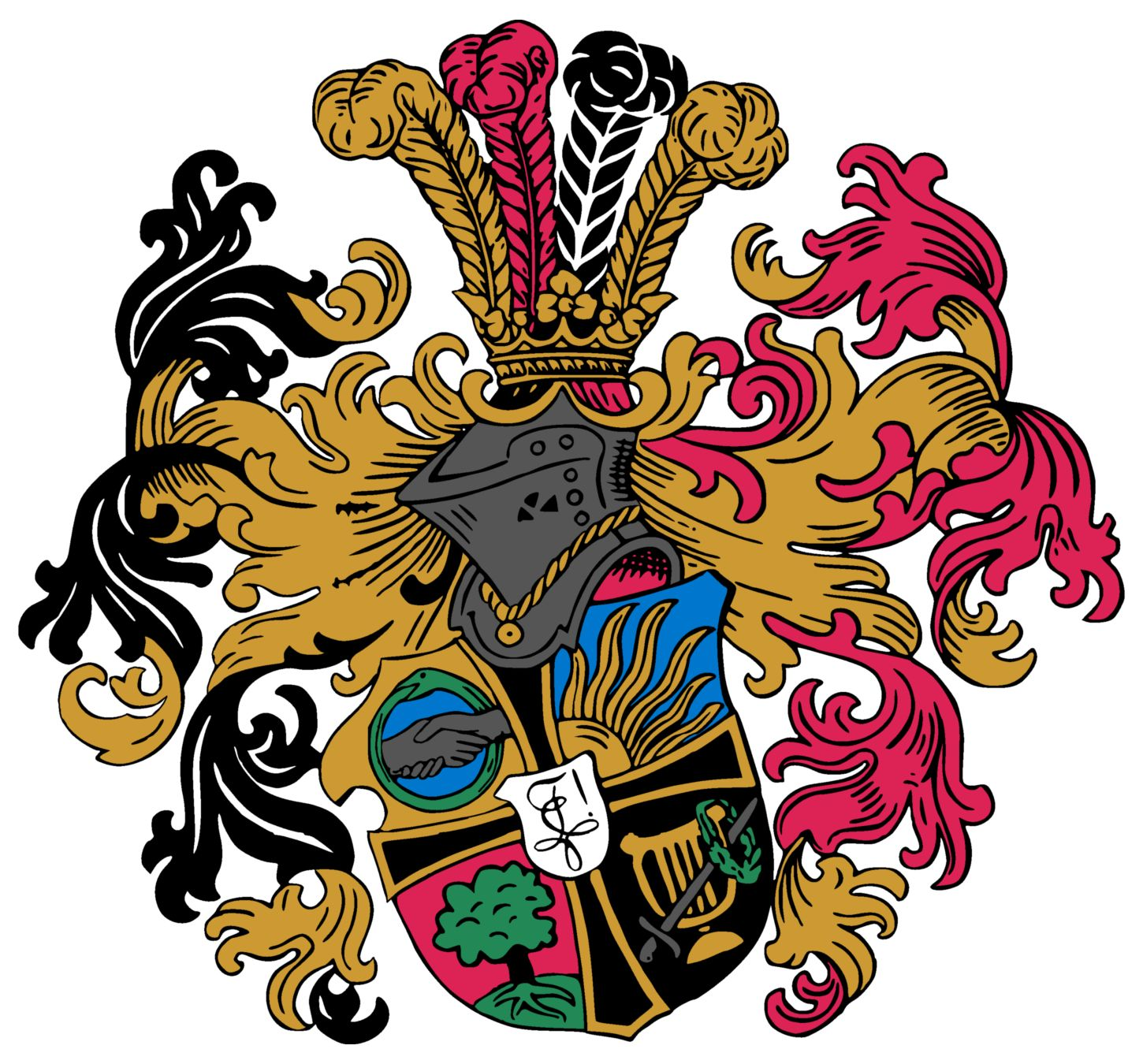
Wappen der Burschenschaft Teutonia

Aufgelistet sind Mitglieder der Karlsruher Burschenschaft Teutonia, gegründet am 10. Oktober 1843, und Mitglieder der ehemaligen „Karlsruher Burschenschaft Germania“, gegründet von Mitgliedern der Teutonia am 16. Februar 1877 und nach dem Zweiten Weltkrieg mit der Teutonia fusioniert.

## Kunst und Kultur

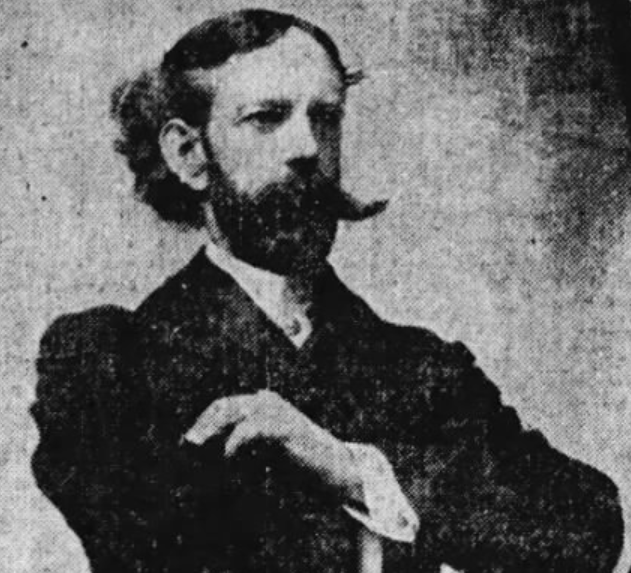
Adolf Dahm-Petersen
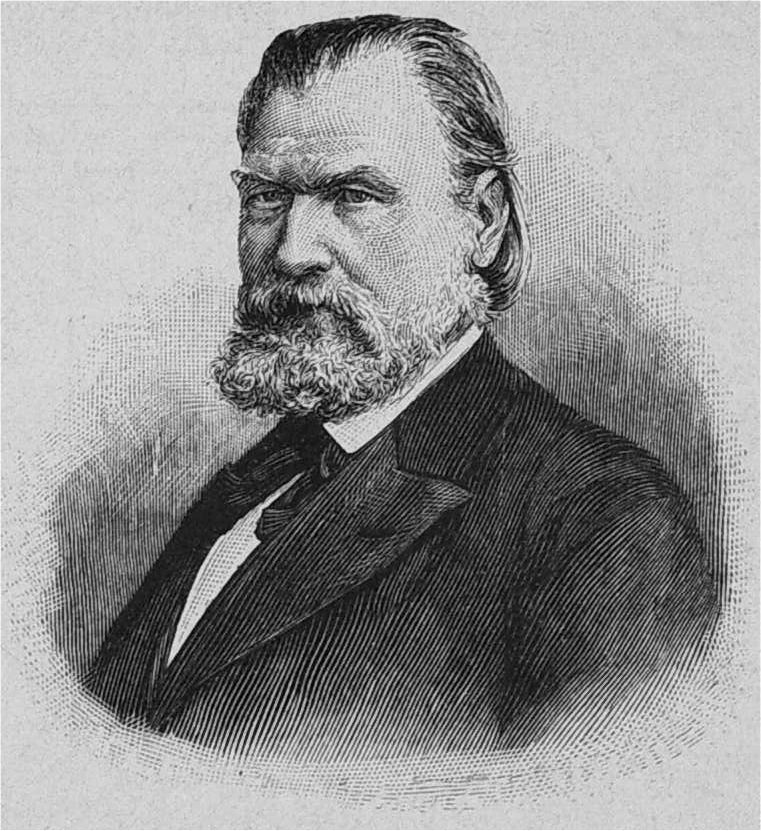
August Essenwein
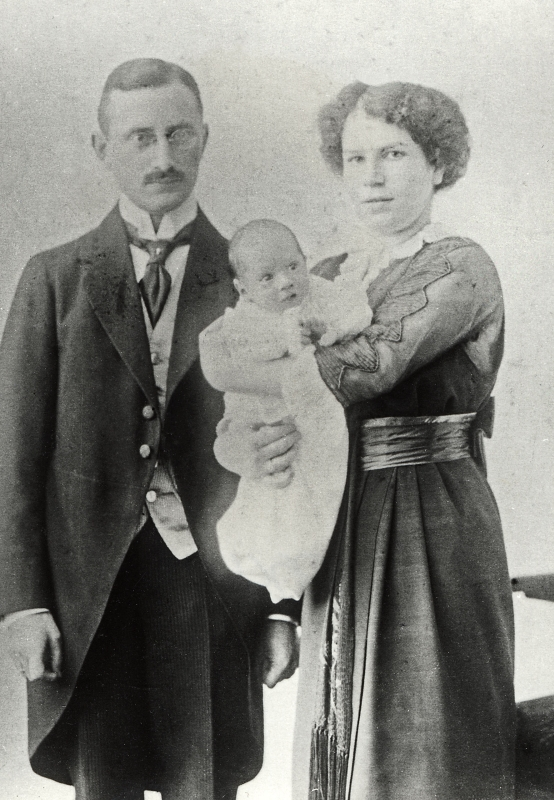
Fritz Hirsch mit Frau und Kind
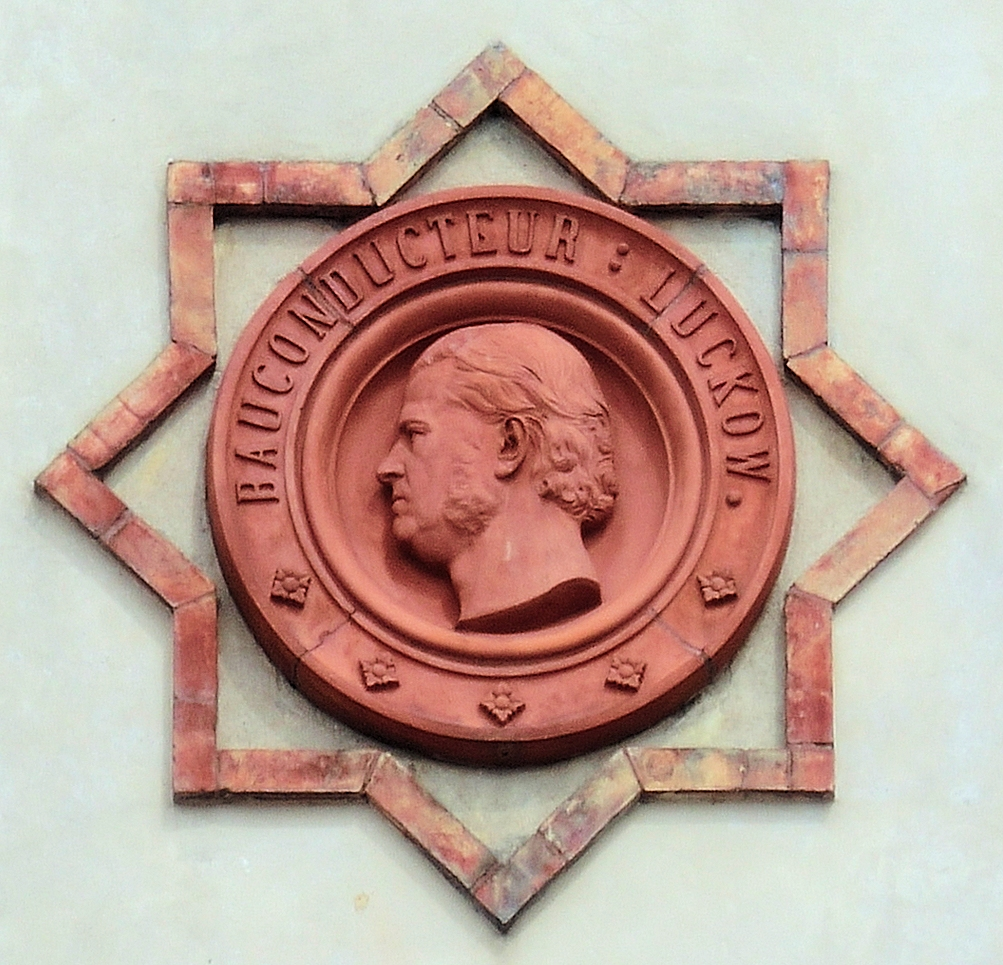
Porträt-Relief von Carl Luckow
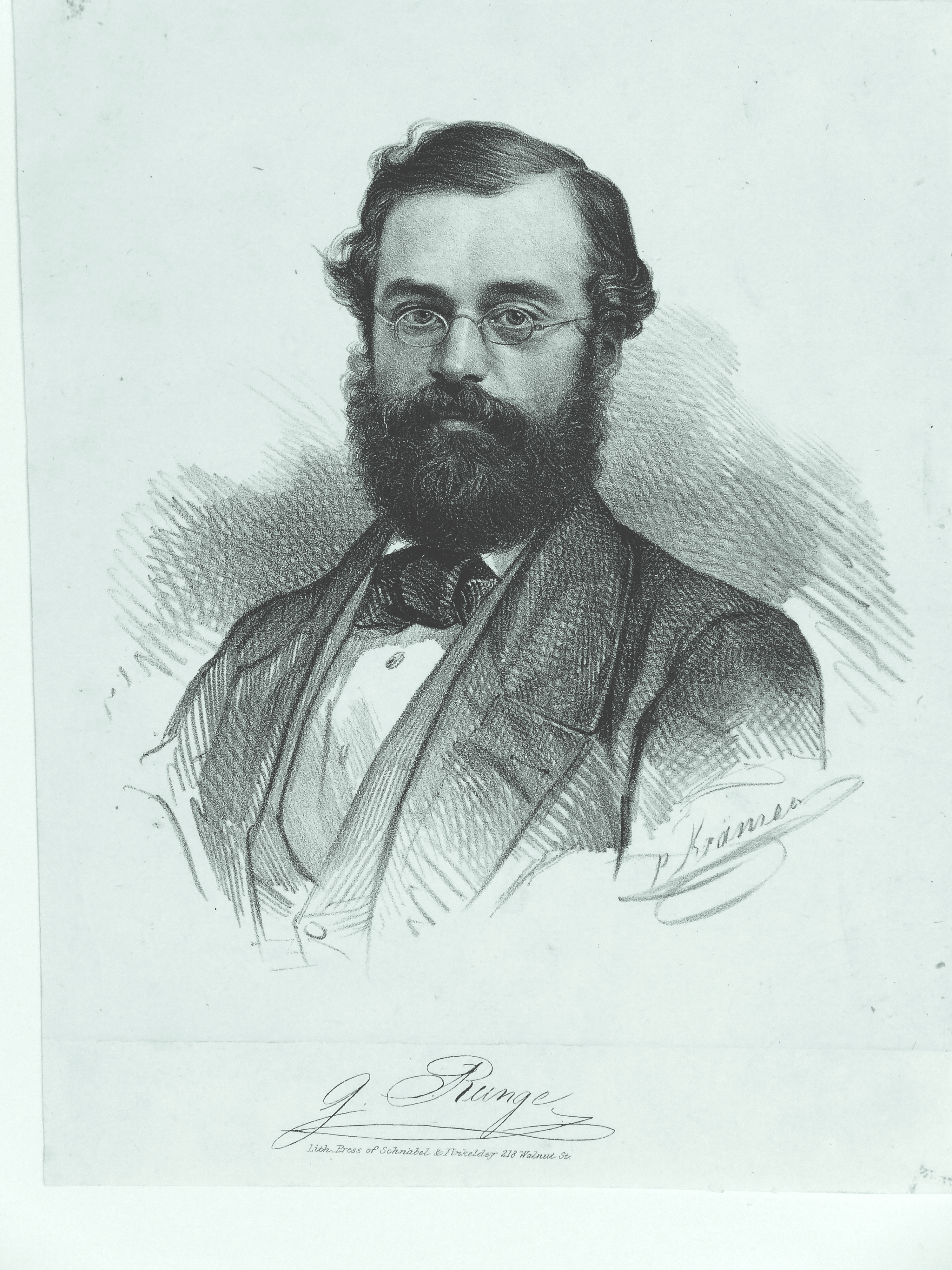
Gustav Runge
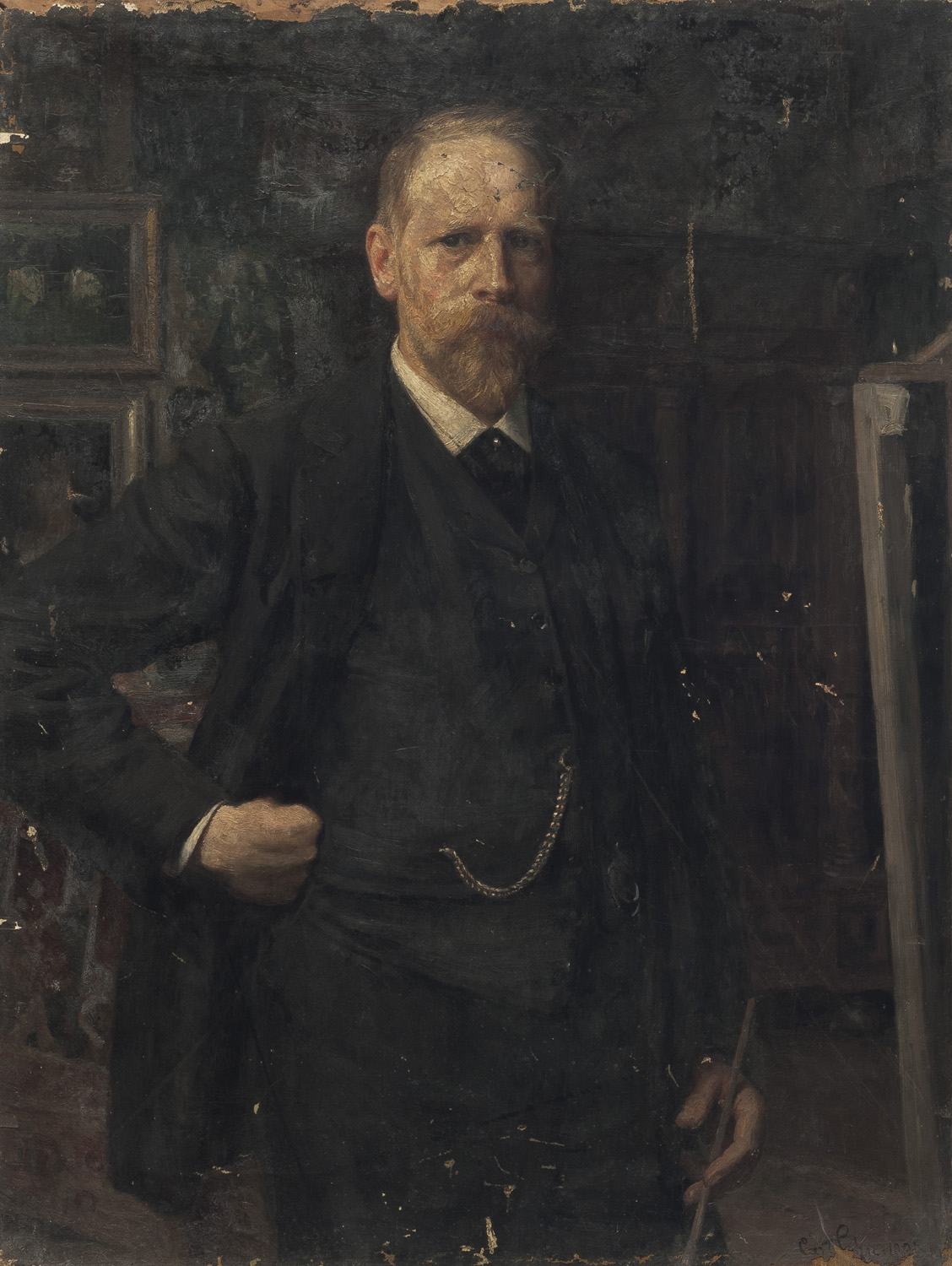
Karl Rudolf Sohn

### Archäologie
- Albrecht Bonnet (1860–1900), deutscher Ingenieur und Archäologe
- Christian Ludwig Thomas (1848–1913), deutscher Architekt und Archäologe

### Architektur
- Carl Bartberger (1824–1896), deutscher Architekt tätig in Pittsburgh
- Erich Bientz (1874–1950), deutscher Architekt und kommunaler Baubeamter
- Wilhelm Delfs (1885–1958), deutscher Architekt und Baubeamter
- Ludwig Diemer (1828–1894), deutscher Architekt und Kirchenbaurat
- Otto Ehrmann (1851–1928), deutscher Architekt und Stadtoberbaurat
- Theodor Eyrich (1838–1907), deutscher Architekt tätig in Nürnberg
- Carl Haertel (1863–1941), deutscher Architekt, der die europäische Bauweise in Äthiopien einführte
- Leopold Heinrich (1830–1891), deutscher Architekt für die Staatseisenbahnen
- Albert Jack (1856–1935), deutscher Architekt tätig in Augsburg
- Carl Luckow (1828–1885), deutscher Architekt und Landbaumeister in Rostock
- Waldemar Osterloff (1858–1933), deutscher Architekt tätig in Straßburg
- Julius Petersen (1883–1969), deutscher Architekt und Hochschullehrer an der TH Braunschweig
- Gustav Runge (1822–1900), deutscher Architekt tätig in Philadelphia und Bremen
- Rudolf Schmid (1868–1947), deutscher Architekt tätig in Freiburg im Breisgau
- Wilhelm Selling (1869–1960), deutscher Architekt, Rechnungsrat und Anthroposoph
- Ernst Supan (1884–1966), deutscher Architekt und Stadtplaner
- Maximilian Wanner (1855–1933), deutscher Architekt tätig in Augsburg

### Baugeschichte
- August Essenwein (1831–1892), deutscher Architekt und Bauhistoriker
- Fritz Hirsch (1871–1938), deutscher Bauhistoriker, Architekt und Denkmalpfleger
- Otto Lindheimer (1842–1894), deutscher Architekt, Bauunternehmer, Maler und Bauhistoriker

### Malerei
- Wilhelm Reuter (1859–1937), deutscher Genre-, Bildnis- und Landschaftsmaler
- Karl Rohr (1891–1972), deutscher Architekt und Illustrator von Kinderbüchern
- Karl Rudolf Sohn (1845–1908), deutscher Maler
- Louis Spangenberg (1824–1893), deutscher Architekt und Maler

### Sonstige
- Johann Adam Bauer (1820–1899), deutscher Archivar
- Adolf Dahm-Petersen (1856–1922), norwegischer Hochschullehrer, Sänger und Gesanglehrer
- Adam Pfaff (1820–1886), deutscher Historiker und Publizist
- Rudolf Poppo (1869–nach 1934), deutscher Mediziner
- Carl Reuleaux (1826–1902), deutscher Ingenieur und Dichter
- Ferdinand Maks Scheriau (1918–2012), deutscher Künstler und Hochschullehrer an der Fachhochschule Hildesheim-Holzminden

## Politik

Adolf Geck
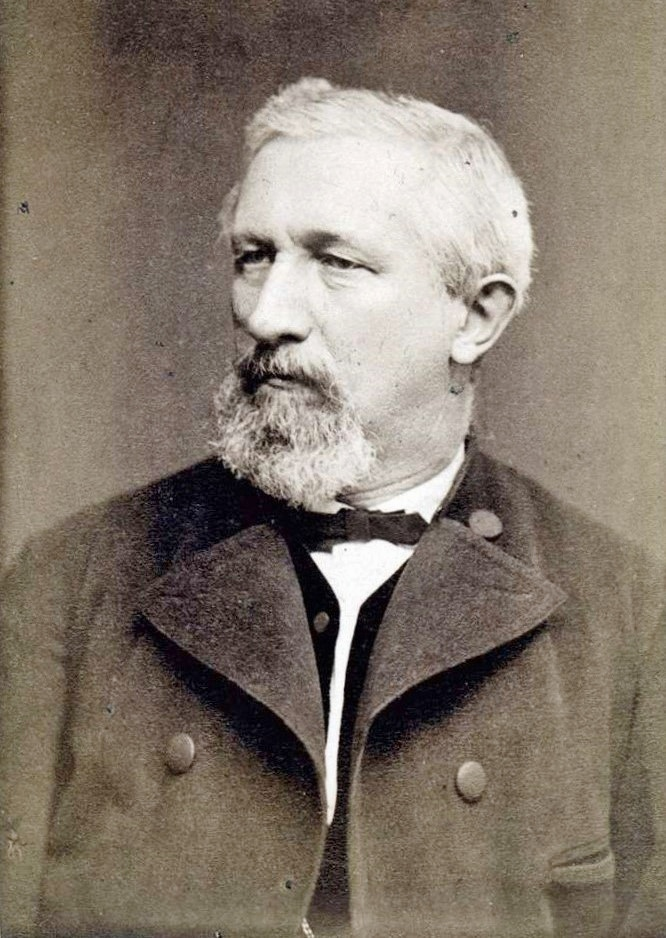
Wilhelm Fleiner
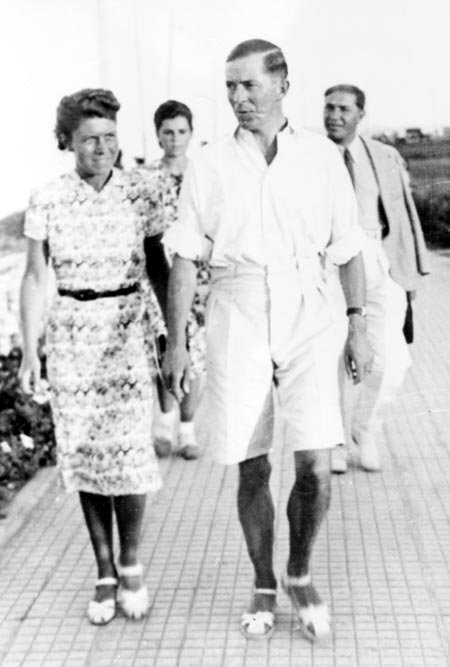
Maria Terwiel und Helmut Himpel
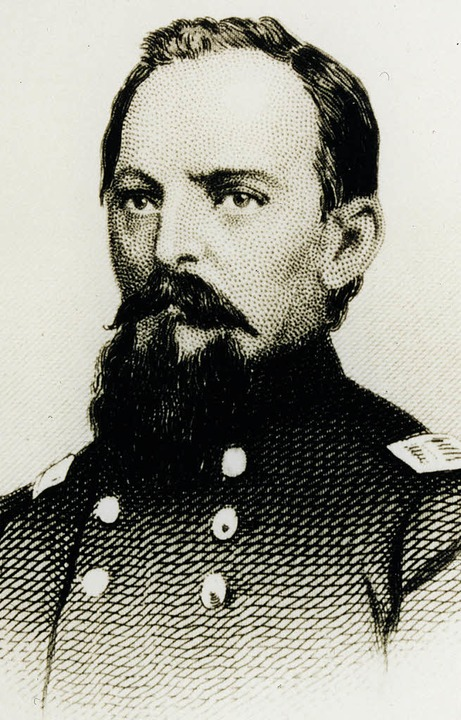
Carl August Knoderer
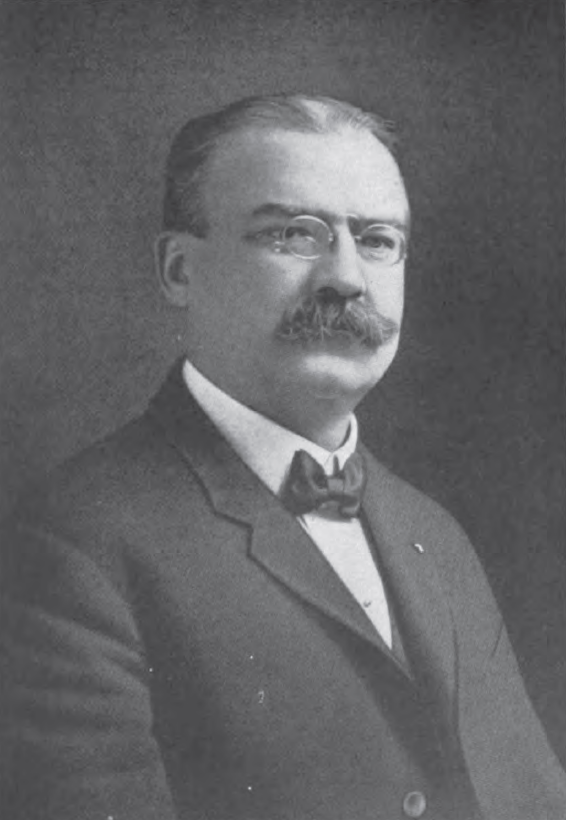
Carl L. Nippert
Otto Wiethaus

### Kommunalpolitik
- Hermann Bruhn (1872–1943), deutscher Manager und Stadtverordneter von Flensburg (Bürgerliche Einheitsfront)
- Werner Bull (1902–1989), deutscher Elektrotechniker und Kommunalpolitiker (NSDAP)
- Carl Gruner (1878–1967), deutscher Ingenieur und Kommunalpolitiker (NSDAP)
- Robert Hofmann (1896–1969), Politiker und Oberbürgermeister von Bottrop (NSDAP)
- Hermann Kürz (1892–1941), deutscher Ingenieur und Oberbürgermeister von Pforzheim in der NS-Zeit
- Ludwig Neuer (1891–1953), deutscher Architekt, Fabrikant und Kommunalpolitiker (DNVP)
- Julius Reinhard (1833–1901), deutscher Maschinenbauer und  Mitglied des Kreistages Mülheim an der Ruhr (NLP)
- Karl-Heinz Rüsch (1908–1986), deutscher Elektrotechniker und Landrat des Kreises Schwetz (NSDAP)
- Hermann Schlechter (1891–1983), deutscher Elektrotechniker und Mitglied der Stadtverordnetenversammlung Wetzlars (FDP)
- Otto Wiethaus (1842–1918), deutscher Ingenieur, Industrieller, Stadtverordneter und Kreisausschussmitglied in Hamm (NLP)

### Landespolitik
- Christoph Carl von Beulwitz (1827–1909), Unternehmer und Mitglied des Rheinischen Provinziallandtages
- Karl Delisle (1827–1909), badischer Ingenieur und Mitglied der Zweiten Kammer der Badischen Ständeversammlung
- Wilhelm Fleiner (1828–1889), deutscher Apotheker und Abgeordneter der Zweiten Kammer des Badischen Landtags (NLP)
- August Kugler (1824–1892), deutscher Unternehmer und Abgeordneter im Hessischen Landtag (NLP)
- Carl Göler von Ravensburg (1827–1889), deutscher Bauingenieur, Grundherr und Mitglied der Ersten Badischen Kammer

### Bundes- bzw. Nationalpolitik
- Adolf Geck (1854–1942), erster Sozialdemokrat im Präsidium der Zweiten Badischen Kammer und Mitglied des Reichstages
- Eugen Jäger (1842–1926), Verleger und Publizist, Abgeordneter zum Deutschen Reichstag (Zentrum) (Mitglied Teutonias 1860–1862)
- Emil Mayer (1848–1910), deutscher Fabrikant und Landtagsabgeordneter (NLP)
- Carl L. Nippert (1852–1904), deutscher Ingenieur, Richter und Vizegouverneur des Staates Ohio (Republikaner)

### Militär, Revolution und Widerstand
- Valentin Blind (1824–1871), deutscher Ingenieur und Revolutionär in Baden 1848/1849
- Emil Dreher (1901–1981), deutscher Elektrotechniker und NS-Sportfunktionär
- Helmut Himpel (1907–1943), deutscher Zahnarzt und Widerstandskämpfer in der NS-Zeit
- Hermann Hug (1825–1888), deutscher Revolutionär in Baden 1848/1849
- Helmut Nies (1930–2015), deutscher Brigadegeneral der Bundeswehr
- Carl August Knoderer (1824–1863), Revolutionär und Oberst im amerikanischen Sezessionskrieg
- Daniel Krebs (1827–1901), deutscher Revolutionär in Baden 1848/1849

## Technik

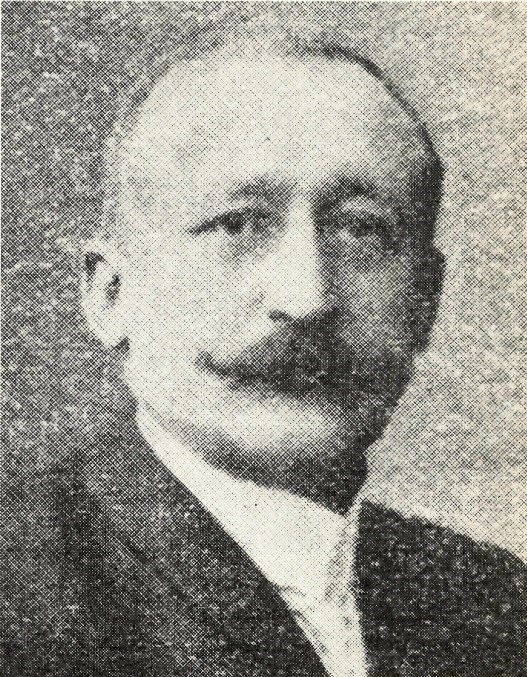
Hans Foerster
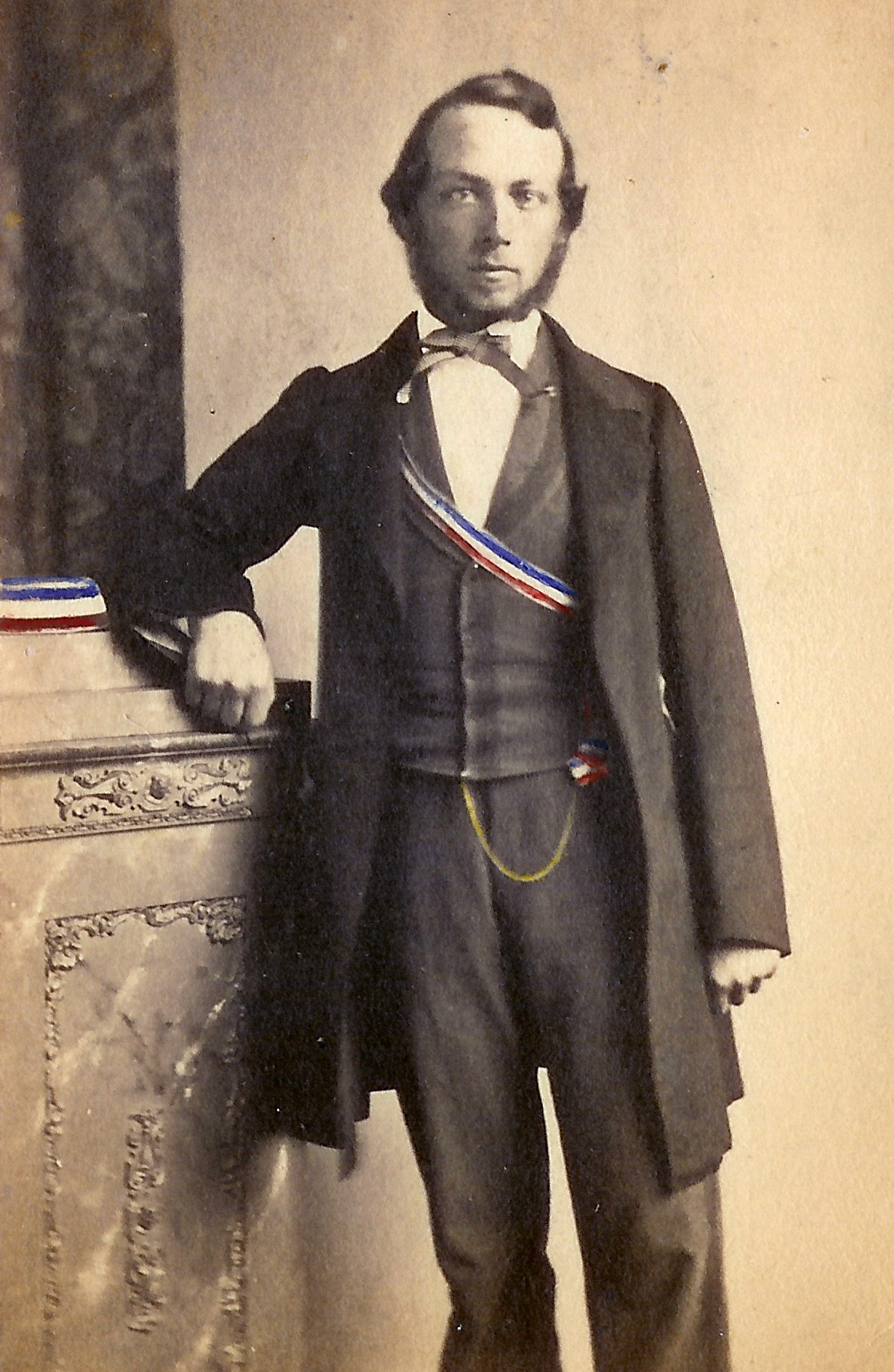
Carl Graebe
Franz Gredy
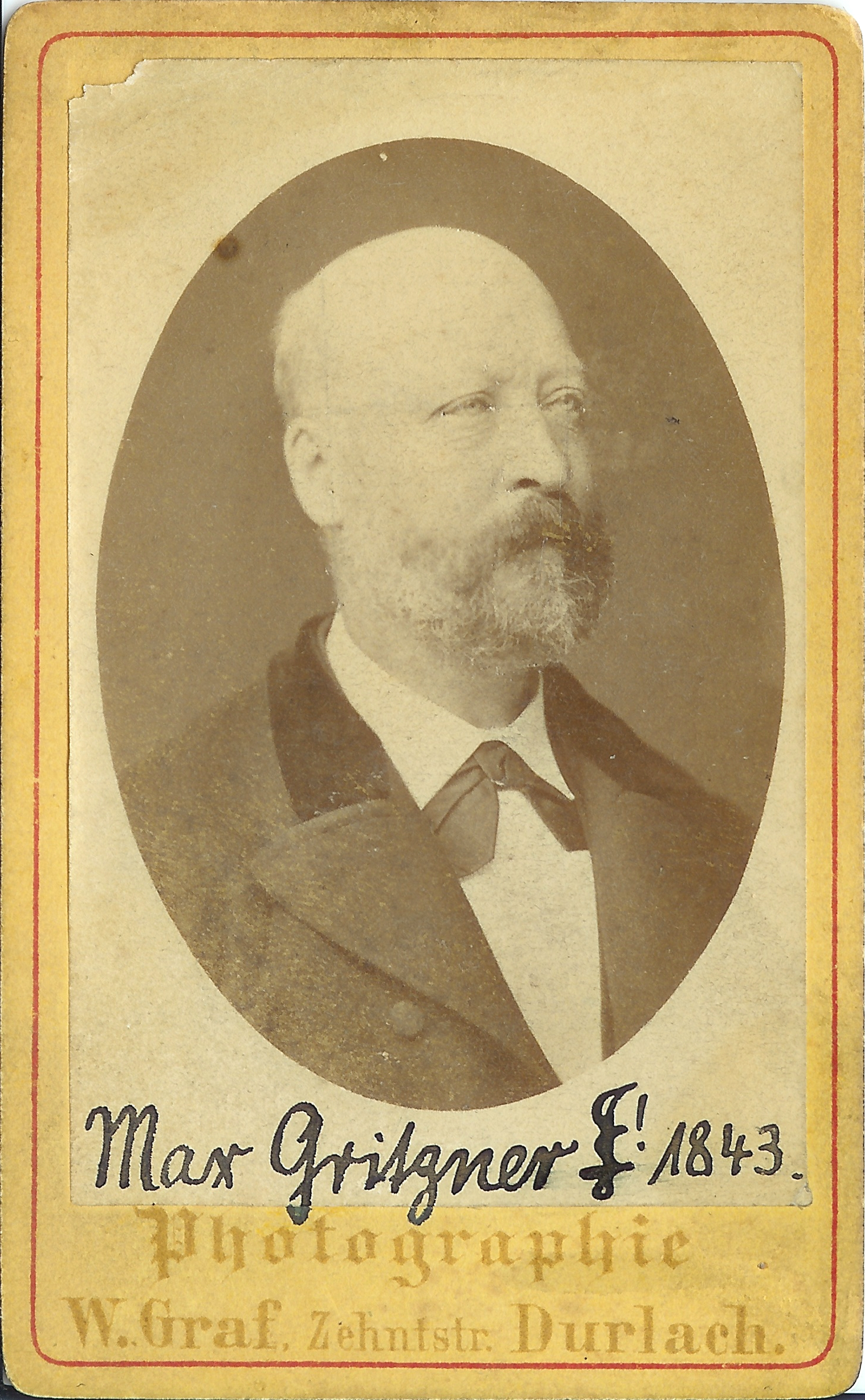
Max Gritzner
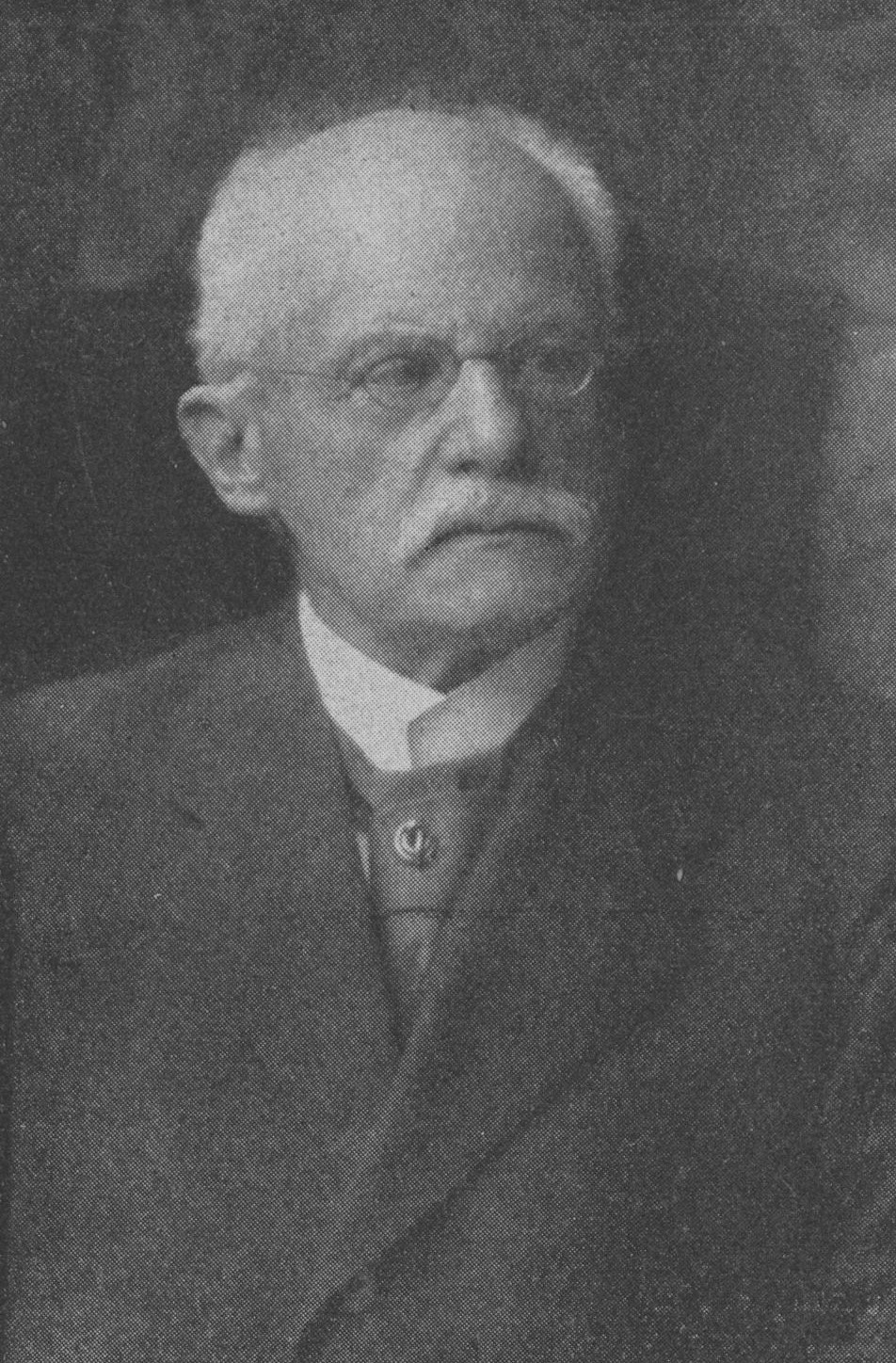
Franz Xaver Kreuter
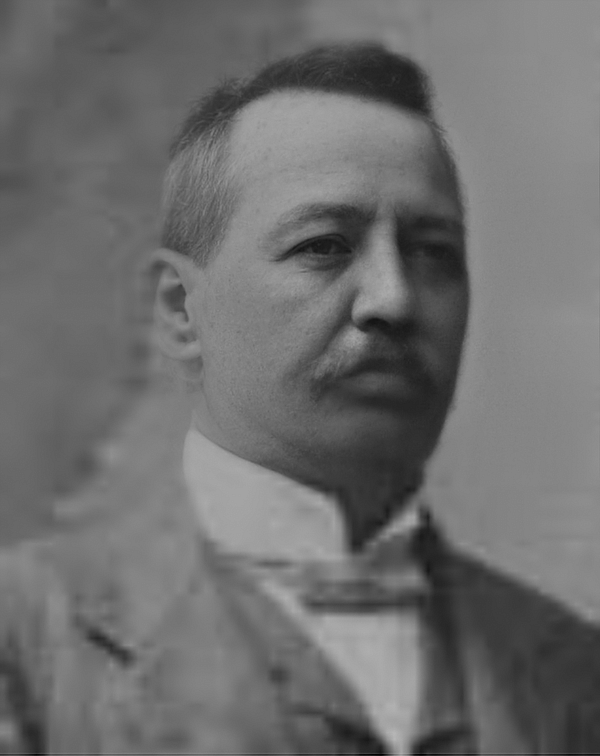
Livius Maderspach
Julius Naeher
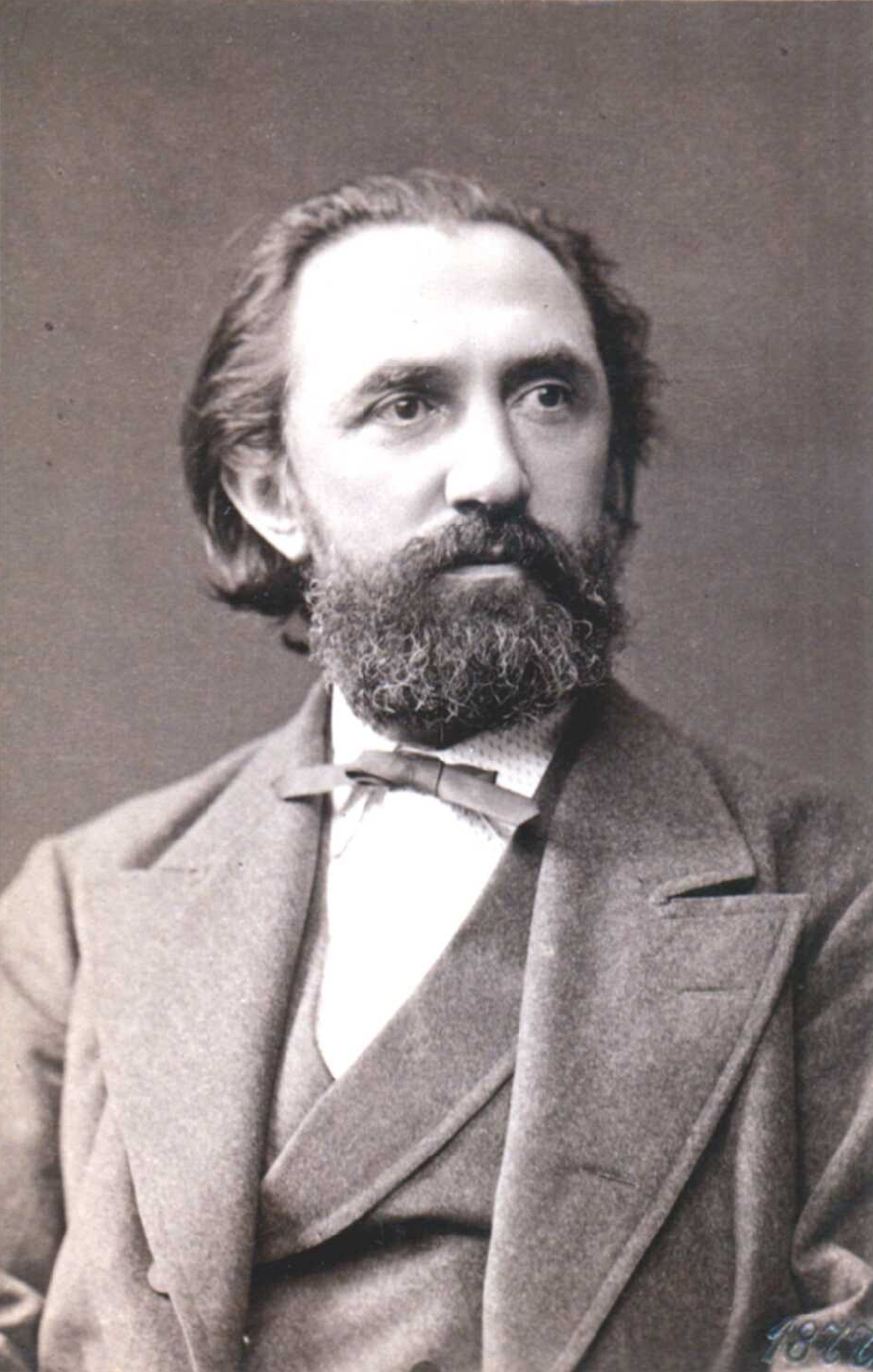
Franz Reuleaux
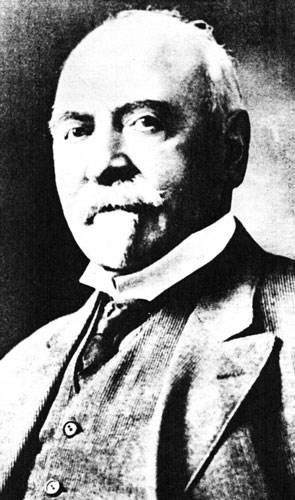
Hermann Schüssler
Hermann Vollrath
Julius van der Zypen

### Bauingenieurwesen
- Heinrich Berger (1860–1927), deutscher Bauingenieur im Gebiet des Kanalisationswesens
- Karl Dyckerhoff (1825–1893), deutscher Bauingenieur tätig in Baden
- Franz Xaver Kreuter (1842–1930), deutscher Bauingenieur und Hochschullehrer an der TH München
- Livius Maderspach (1840–1921), ungarndeutscher Bergbautechniker
- Hermann Schüssler (1842–1919), deutscher Bauingenieur, der viele Staudämme in USA baute
- Fritz Spies (1884–1965), deutsch-argentinischer Bauingenieur tätig in Südamerika, Portugal und Afrika
- Heinrich van Thiel (1896–1983), deutscher Bauingenieur und Gewerkschafter

### Chemie
- Hans Foerster (1864–1917), deutscher Chemiker und Dendrologe
- Carl Graebe (1841–1927), deutscher Chemiker, mitverantwortlich für die erste Alizarinsynthese
- Norbert W. Luft (1919–1997), deutscher Chemiker und Rektor der Hochschule Konstanz

### Eisenbahnwesen
- Karl Bethge (1847–1900), deutscher Ingenieur, baute Eisenbahnstrecken in Europa und Thailand
- Franz Gredy (1843–1917), deutscher Fabrikdirektor einer Eisenbahnwaggonfabrik
- Karl Lessig (1847–1911), deutscher Eisenbahningenieur tätig in St. Petersburg
- Julius van der Zypen (1842–1907), deutscher Ingenieur und Industrieller für Eisenbahnwaggonfabrik

### Elektrotechnik
- Hans Besold (1893–1974), deutscher Elektrotechniker und Generalbevollmächtigter der Siemens-Schuckert-Werke
- Wilhelm Glaser (1875–1961), deutscher Ingenieur und Gründer der Glaser, von Praun Elektromotorenwerk GmbH
- Rudolph Laver (1872–1946), australisch-deutscher Elektrotechniker und Leiter der Transformatorenfabrik Rudolph Laver
- Friedrich Trautwein (1888–1956), deutscher Ingenieur, entwickelte mit dem Trautonium eines der ersten elektronischen Musikinstrumente

### Forstwesen
- August Roth (1823–1889), deutscher Forstmann tätig in Baden
- Karl Schuberg (1827–1899), deutscher Forstmann, Professor und Rektor am Polytechnikum in Karlsruhe

### Gastechnik
- Wilhelm Bertelsmann (1873–1950), deutscher Chemiker im Umfeld der Gasverwertung
- Emil Merz (1856–1904), deutscher Ingenieur und Direktor der städtischen Gas- und Wasserwerke Kassel
- August Raupp (1838–1891), deutscher Ingenieur und Direktor und Besitzer des Gaswerks in Konstanz
- Heinrich Raupp (1836–1914), deutscher Ingenieur und Direktor der städtischen Gas- und Wasserwerke in Heilbronn

### Geodäsie
- Joseph Keiser (1859–1939), Schweizer Geodät, Aquarellist und Professor an der Gewerbeschule in Basel
- Johann Baptist Mayer (1846–1903), deutscher Geodät tätig in der Schweiz

### Ingenieurwesen
- Max Carl Gritzner (1825–1892), deutscher Industrieller, gründete eine Fabrik für Nähmaschinen, Fahrräder und Motorräder
- Paul Dubois (1846–1882), Schweizer Maschinenbauer, tätig in der Zuckerindustrie
- Ernst Heckel (1861–1949), deutscher Konstrukteur und Fabrikant von Förderanlagen
- Valerius Hüttig (1869–1934), deutscher Ingenieur und Professor an der TU Dresden
- Hans Kleiner (1907–1981), deutscher Ingenieur der Wilhelm Schmidding KG
- Hans-Dieter Linsenmeier (1923–2012), deutscher Ingenieur und Leiter der Dörflingerschen Federnfabrik
- Friedrich Ludwig (1872–1945), deutscher Ingenieur und Direktor der Siemens-Schuckertwerke
- Ulrico Mursa (1862–1934), brasilianischer Ingenieur und Direktor des Hafens von Santos
- Julius Naeher (1824–1911), deutscher Ingenieur und Heimatforscher
- Alfred Reebstein (1882–1974), deutscher Ingenieur und Anthroposoph
- Hugo Sack (1860–1909), deutscher Ingenieur und Industrieller
- Curt Siegel (1852–1908), deutscher Ingenieur und Fabrikbesitzer in St. Petersburg
- Karl Wahl (1869–1961), deutscher Ingenieur und Direktor der Stadtwerke Trier

### Luftfahrt
- Richard Gradenwitz (1863–1925), deutscher Flugpionier und Unternehmer
- Richard von Kehler (1866–1943), deutscher Ballonfahrer, Luftschiffpionier, Militär
- Fritz Stiefvatter (1887–1916),  deutscher Ingenieur und Flugzeugführer

### Maschinenbau
- Ewald Bellingrath (1838–1903), ein deutscher Schiffskonstrukteur und Reeder
- Otto Bott (1919–1994), deutscher Ingenieur und Unternehmer in der Ziegelindustrie
- Ernst Deck (1905–1993), deutscher Unternehmer und Honorarprofessor der TH München
- Gustav Fleischhauer (1859–1925), deutscher Ingenieur und Industrieller für elektrische Beleuchtungsapparate
- Ernst Frietsch (1905–2001), deutscher Maschinenbauer und Professor an der Hochschule Karlsruhe
- Paul Hessemer (1853–1944), deutscher Ingenieur und Direktor der Süddeutschen Wasserwerke
- Gustav Köllmann (1874–1966), deutscher Maschinenbauer unn Industrieller für Zahnräder
- August König (1844–1913), deutscher Mineraloge, Metallurge und Hochschullehrer an der University of Pennsylvania
- Rudolf Lehmann (1842–1914), deutscher Ingenieur, Dozent für Fremdsprachen und Japan-Pionier
- Franz Reuleaux (1829–1905), deutscher Ingenieur, Professor und Rektor der TH Charlottenburg
- Rudolf Suchsland (1839–1921), deutscher Ingenieur, stand in Kontakt mit Charles Darwin für die Erstellung der vierten deutschen Ausgabe von Origin of Species
- Albert Vogelbach (1877–1924), deutscher Maschinenbauer und Industrieller, führte auf Arbeitgeberseite die Verhandlungen im Umfeld des Oberbadischen Aufstands 1923
- Hermann Vollrath (1840–1912), deutscher Ingenieur und Industrieller für Eisenwerke

### Mathematik und Physik
- Gottlieb Herting (1856–1919), deutscher Mathematiker und Gymnasialprofessor
- Carl Hierholzer (1840–1871), deutscher Mathematiker, entwickelte den Algorithmus von Hierholzer
- Friedrich Kölmel (1862–1926), deutscher Mathematiker und  Professor für Mathematik und Physik
- Volker Mohnen (1937–2022), deutscher Atmosphärenforscher und Hochschullehrer
- Adam Nell (1824–1901), deutscher Mathematiker und Kartograph
- Dietrich Voelker (1911–1999), deutscher Mathematiker und Professor an der Clarkson University

## Wirtschaft

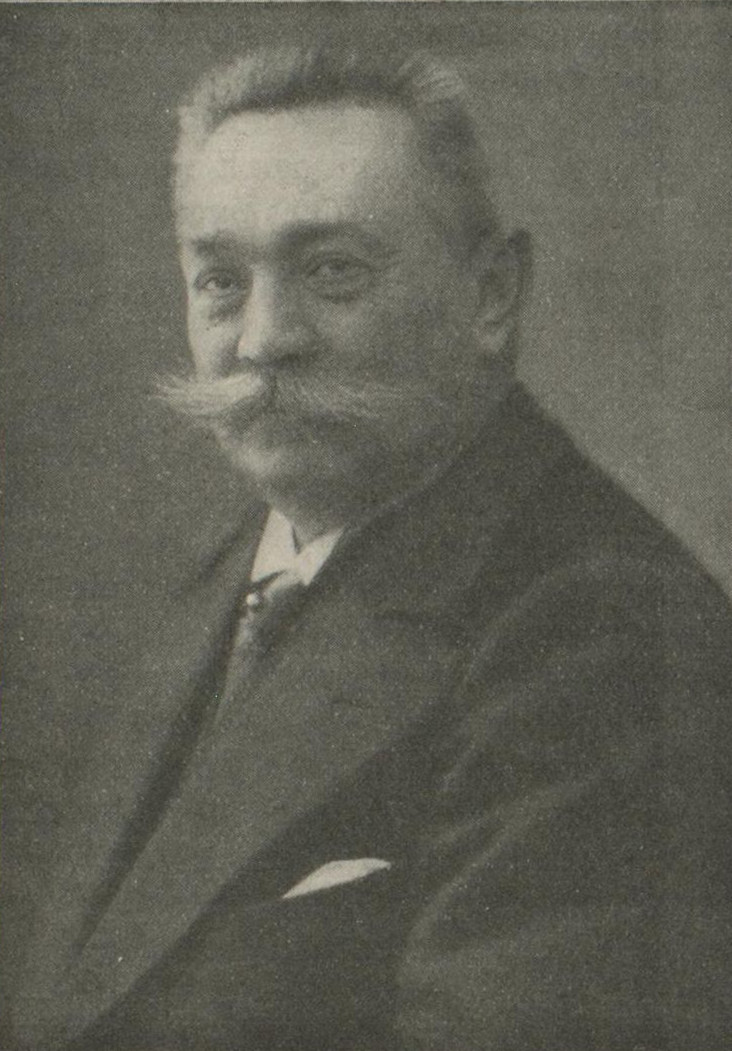
Karl Schäuffelen

- Franz Hepp (1878–1956), deutscher Versicherungsmanager und Generaldirektor der Württembergischen Feuerversicherung
- Richard Lehmann (1864–1943), deutscher Ingenieur und Generaldirektor einer Schal- und Tuchfabrik
- Otto Meyer (1867–1932), deutscher Ingenieur und Industrieller, Mitglied mehrerer Vorstände und Aufsichtsräte
- Oskar von Petri (1860–1944), deutscher Ingenieur und Kaufmann, Vorsitzender des Aufsichtsrats der Siemens & Halske AG und Aufsichtsratsvorsitzender der MAN
- Karl Schäuffelen (1853–1917), Papierfabrikant in Heilbronn
- Albrecht Schumann (1911–1999), deutscher Ingenieur und langjähriger Vorstandsvorsitzender von Hochtief
- Enno Vocke (1925–2018), deutscher Bauingenieur und langjähriger Vorstandsvorsitzender von Hochtief
- Walther Wunsch (1900–1982), deutscher Ingenieur und Vorstandsmitglied der Ruhrgas AG